# John Johns Trigg
John Johns Trigg (* 1748 bei Bedford, Colony of Virginia; † 17. Mai 1804 ebenda) war ein US-amerikanischer Politiker. Zwischen 1797 und 1804 vertrat er den Bundesstaat Virginia im US-Repräsentantenhaus.

## Werdegang
John Trigg war der ältere Bruder des Kongressabgeordneten Abram Trigg. Er wuchs während der britischen Kolonialzeit auf und erhielt eine gute Schulausbildung. Danach betätigte er sich in der Landwirtschaft. In den frühen 1770er Jahren schloss er sich der amerikanischen Revolution an. Im Jahr 1775 stellte er im Bedford County eine Kompanie der Miliz zusammen, die er während des Unabhängigkeitskrieges kommandierte; dabei stieg er bis zum Major auf. Er war unter anderem an der Belagerung der Stadt Yorktown beteiligt. Auch nach dem Krieg blieb Trigg Offizier in der Staatsmiliz. Gleichzeitig schlug er eine politische Laufbahn ein. Im Jahr 1788 war er Mitglied der Versammlung, die für den Staat Virginia die Verfassung der Vereinigten Staaten ratifizierte. Im Bedford County amtierte er als Friedensrichter; von 1784 bis 1792 saß er im Abgeordnetenhaus von Virginia. Als Gegner der Bundesregierung (Anti-Administration-Fraktion) unter Präsident George Washington schloss er sich Ende der 1790er Jahre der von Thomas Jefferson gegründeten Demokratisch-Republikanischen Partei an.
Bei den Kongresswahlen des Jahres 1796 wurde Trigg im fünften Wahlbezirk von Virginia in das damals noch in Philadelphia tagende US-Repräsentantenhaus gewählt, wo er am 4. März 1797 die Nachfolge von George Hancock antrat. Nach drei Wiederwahlen konnte er bis zu seinem Tod im Kongress verbleiben. Seit dem 4. März 1803 vertrat er dort als Nachfolger von John Clopton den 13. Distrikt seines Staates. In seine Zeit als Kongressabgeordneter fielen der Bezug der neuen Bundeshauptstadt Washington, D.C. sowie der von Präsident Jefferson im Jahr 1803 getätigte Louisiana Purchase. John Trigg starb am 17. Mai 1804 auf seinem Anwesen nahe Bedford, wo er auch beigesetzt wurde.